# UD Pájara Playas de Jandía
UD Pájara Playas de Jandía war ein spanischer Fußballverein aus Fuerteventura. Der Vereinsname nahm Bezug auf die Strände der Halbinsel Jandía. Im Sommer 2011 wurde der Verein aufgrund von wirtschaftlichen Problemen aufgelöst.

## Geschichte
Der Verein entstand im Sommer 1996 aus der Fusion mehrerer Vorgängervereine, die in der Großgemeinde Pájara im Süden von Fuerteventura beheimatet waren. Bereits nach der ersten Saison gelang 1997 der Aufstieg in die drittklassige Segunda División B, der der Verein seitdem bis 2009 ohne Unterbrechung angehörte. Der größte Erfolg der Vereinsgeschichte war der 2. Tabellenplatz in der Saison 2003/04.

## Stadion
Seit der Saison 2008/09 bis zu seiner Auflösung spielte der Verein im Campo Municipal de Costa Calma. Das Stadion liegt im Tourismuszentrum Costa Calma, hat ein Fassungsvermögen von 1.000 Zuschauern und ist mit einem Kunstrasenplatz ausgestattet. Bis 2008 trug der Verein seine Heimspiele im Estadio Benito Alonso im Ort La Pared aus.

## Statistik
| Saison  | Liga          | Platz | Copa del Rey       |
| ------- | ------------- | ----- | ------------------ |
| 1996-97 | 3. División   | 4.    | nicht teilgenommen |
| 1997-98 | 2. División B | 8.    | nicht teilgenommen |
| 1998-99 | 2. División B | 15.   | nicht teilgenommen |
| 1999-00 | 2. División B | 10.   | nicht teilgenommen |
| 2000/01 | 2. División B | 6.    | nicht teilgenommen |
| 2001/02 | 2. División B | 14.   | 1. Hauptrunde      |
| 2002/03 | 2. División B | 8.    | nicht teilgenommen |
| 2003/04 | 2. División B | 2.    | nicht teilgenommen |
| 2004/05 | 2. División B | 15.   | Vorrunde           |
| 2005/06 | 2. División B | 12.   | nicht teilgenommen |
| 2006/07 | 2. División B | 16.   | nicht teilgenommen |
| 2007/08 | 2. División B | 9.    | nicht teilgenommen |
| 2008/09 | 2. División B | 18.   | nicht teilgenommen |
| 2009/10 | 3. División   | 3.    | nicht teilgenommen |
| 2009/10 | 3. División   | 8.    | nicht teilgenommen |